# Columbarium de Montcortès
Le columbarium de Montcortès est un site archéologique de la Rome antique situé dans la commune d'Els Plans de Sió (comarque de Segarra), dans la province de Lérida en Catalogne,.

## Description
Les vestiges du columbarium se trouvent dans le petit village de Montcortès de Segarra (ca), sur une colline nivelée par la neutralisation continue de l'agriculture. Il montre l'existence d'une série de niches creusées dans la roche de grès, où, à l'époque romaine, étaient placées les urnes funéraires contenant les cendres du défunt. Ses dimensions sont de 50 × 50 cm sur 60 de profondeur.
Le columbarium est inscrit à l'Inventaire du patrimoine architectural de Catalogne.

## Galerie

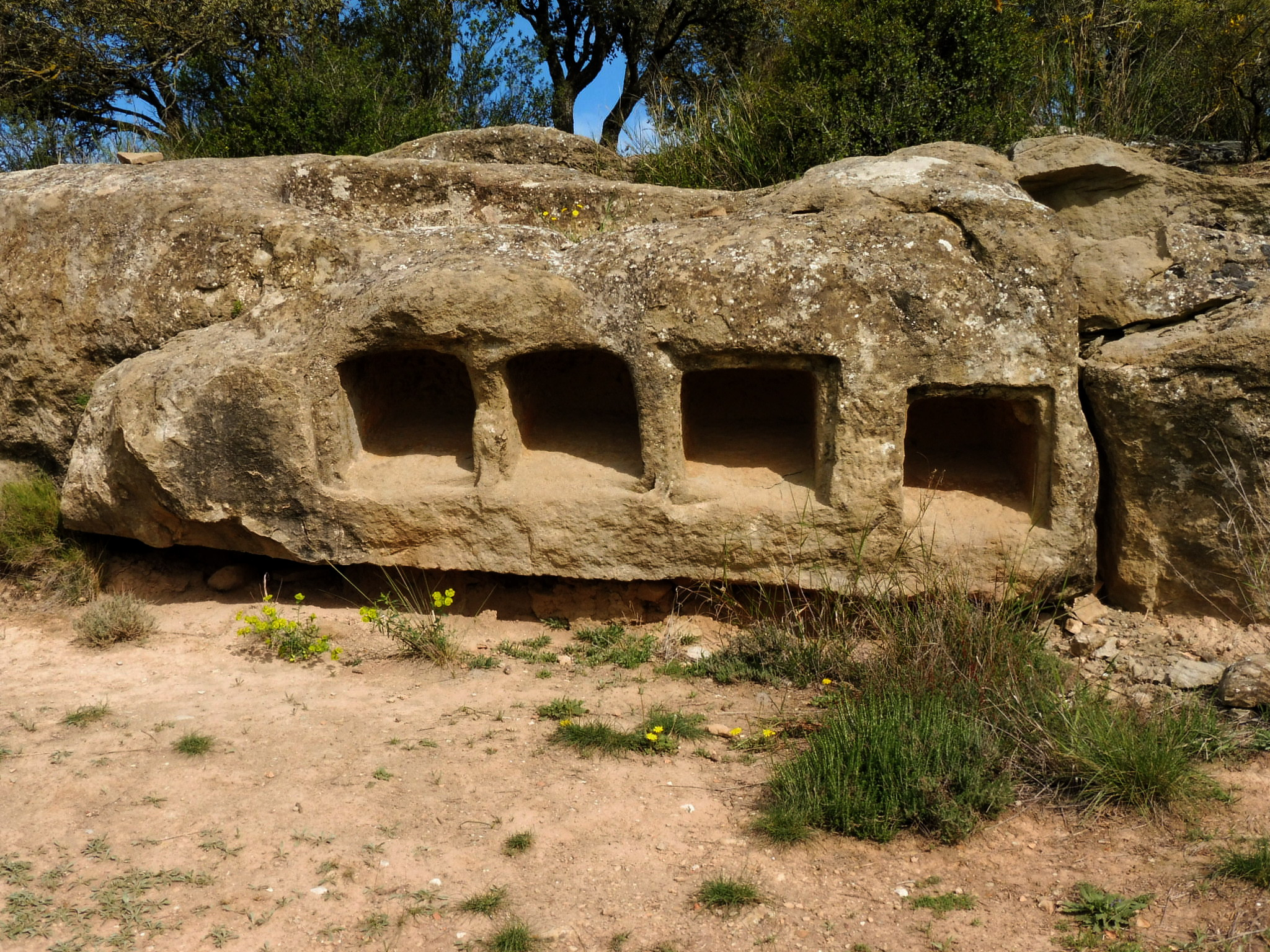
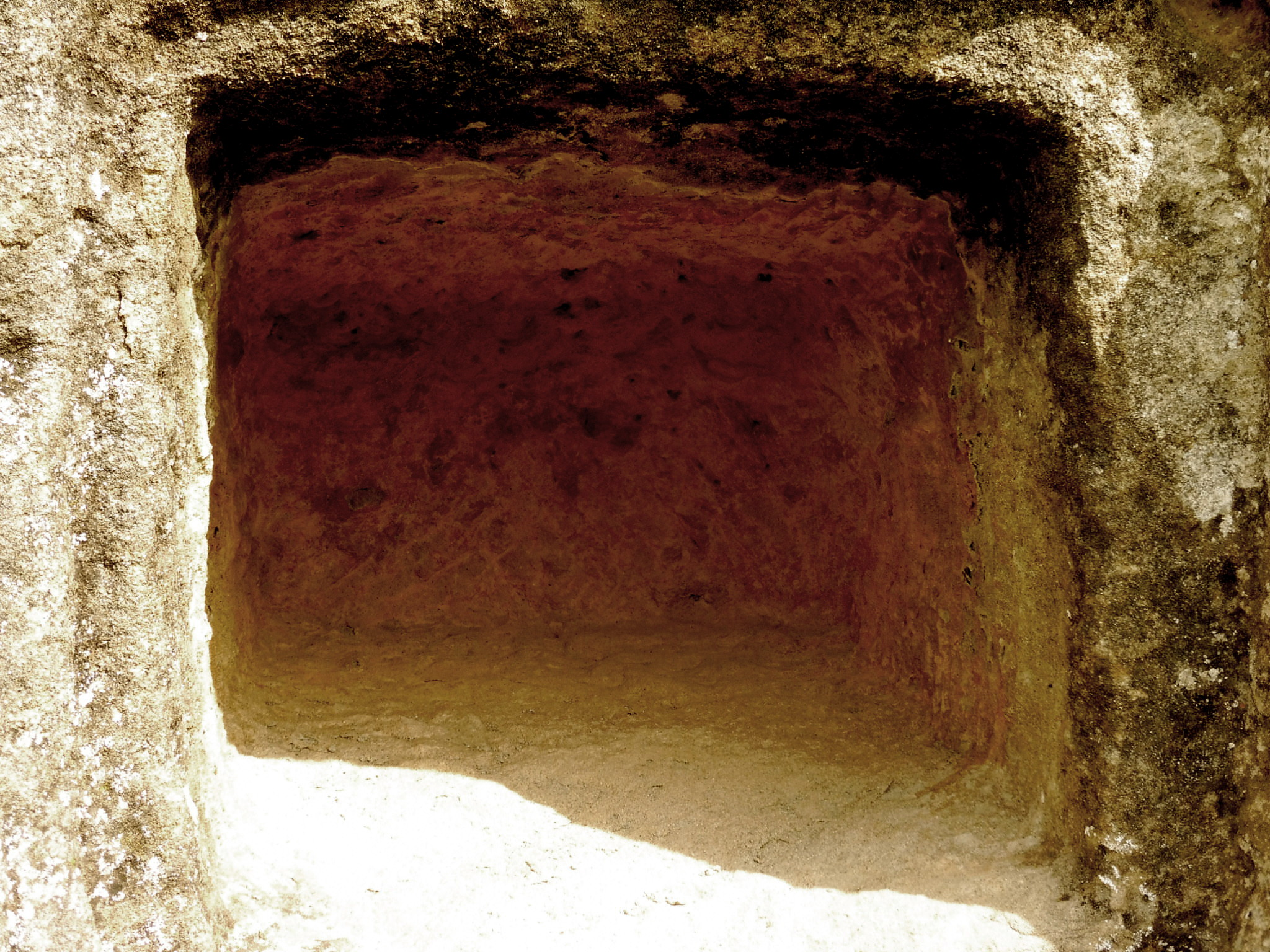